# Geraldine Robert
Geraldine Robert (sinh ngày 26 tháng 6 năm 1980) là một nữ cầu thủ bóng rổ chuyên nghiệp người Pháp có gốc Gabon.